# Station Lons-le-Saunier
Station Lons-le-Saunier is een spoorwegstation in de Franse gemeente Lons-le-Saunier.